# Fecenia ochracea
La Fecenia ochracea Doleschall, 1859, è una specie di ragno della famiglia Psechridae.

## Descrizione
Fecenia ochracea è una specie dotata di cribellum.
La femmina si distingue dalle altre specie di Fecenia per i margini anteriori divergenti dei lobi laterali dell'epigino. 
I maschi differiscono dalle altre specie di Fecenia per l'apofisi tibiale retrolaterale (RTA), lunga almeno quanto la larghezza della tibia dei palpi, e per l'apofisi mediana (MA) grande e massiccia dei pedipalpi, lunga almeno quanto la larghezza del tegulum. 

### Dimensioni
Il maschio ha il cefalotorace di lunghezza 4,2–4,7 mm, larghezza 2,8–3,4 mm (nella parte anteriore 1,7–2,1 mm) e l'opistosoma di lunghezza 4,8–7,1 mm, larghezza 2,0–3,3 mm.
Il clipeo può misurare da 0,2 a 0,4 mm.
La femmina ha il cefalotorace di lunghezza 3,2–6,9 mm, larghezza 2,2–4,3 mm (nella parte anteriore 1,7–3,1 mm) e l'opistosoma di lunghezza 4,5–9,3 mm, larghezza 2,2–5,2 mm.
Il clipeo può misurare da 0,2 a 0,4 mm.
La formula delle zampe nei maschi e nelle femmine è 1243.

### Ocelli
Nella seguente tabella si riportano dimensioni e pattern degli ocelli per maschio e femmina di F. ochracea:
| Occhi   | Maschio   | Femmina   |
| ------- | --------- | --------- |
| AME     | 0,28–0,33 | 0,20–0,33 |
| ALE     | 0,20–0,23 | 0,15–0,23 |
| PME     | 0,20–0,23 | 0,15–0,23 |
| PLE     | 0,20–0,22 | 0,15–0,25 |
| AME-AME | 0,17–0,28 | 0,22–0,29 |
| AME-ALE | 0,06–0,13 | 0,09–0,17 |
| PME-PME | 0,22–0,28 | 0,24–0,36 |
| PME-PLE | 0,28–0,42 | 0,33–0,48 |
| AME-PME | 0,14–0,17 | 0,15–0,30 |
| ALE-PLE | 0,11–0,17 | 0,14–0,24 |

### Organi copulatori
Maschio: l'apofisi patellare ventrale (VPA) si sviluppa nel terzo basale della patella del palpo, mentre l'apofisi patellare retrolaterale (RPA) è alquanto insignificante. L'apofisi tibiale retrolaterale (RTA) è distalmente o più piccola o leggermente più ampia di quanto lo sia basalmente. L'apofisi mediana (MA) si presenta ventralmente nel terzo basale con un rigonfiamento distinto. La sua parte distale si piega prolateralmente. La direzione generale di MA è a ore 1:00 - 1:30. L'embolus (E) è disposto approssimativamente a ore 9 sul tegulum ed è per lo più lungo quanto la larghezza del tegulum stesso, il quale è a sua volta leggermente più lungo di quanto sia largo.
Femmina: la parte anteriore (AS) del setto mediano dell'epigino ha forma di "naso" largo, leggermente più ampia della sua parte posteriore (PS). I lobi laterali sono massicci; i loro margini anteriori sono divergenti e sono caratteri distintivi della specie.

### Colorazione
La colorazione è la stessa in generale presente nel genere Fecenia, ma con le striature da bianco a beige poste di fronte ai seritteri che possono essere poco evidenti, più piccole o anche assenti.

## Distribuzione e habitat
Fecenia ochracea è presente in Indonesia, Malaysia, Singapore, Isole Salomone, Papua Nuova Guinea, Queensland (Australia) e Filippine.